# Louis Thomas McFadden

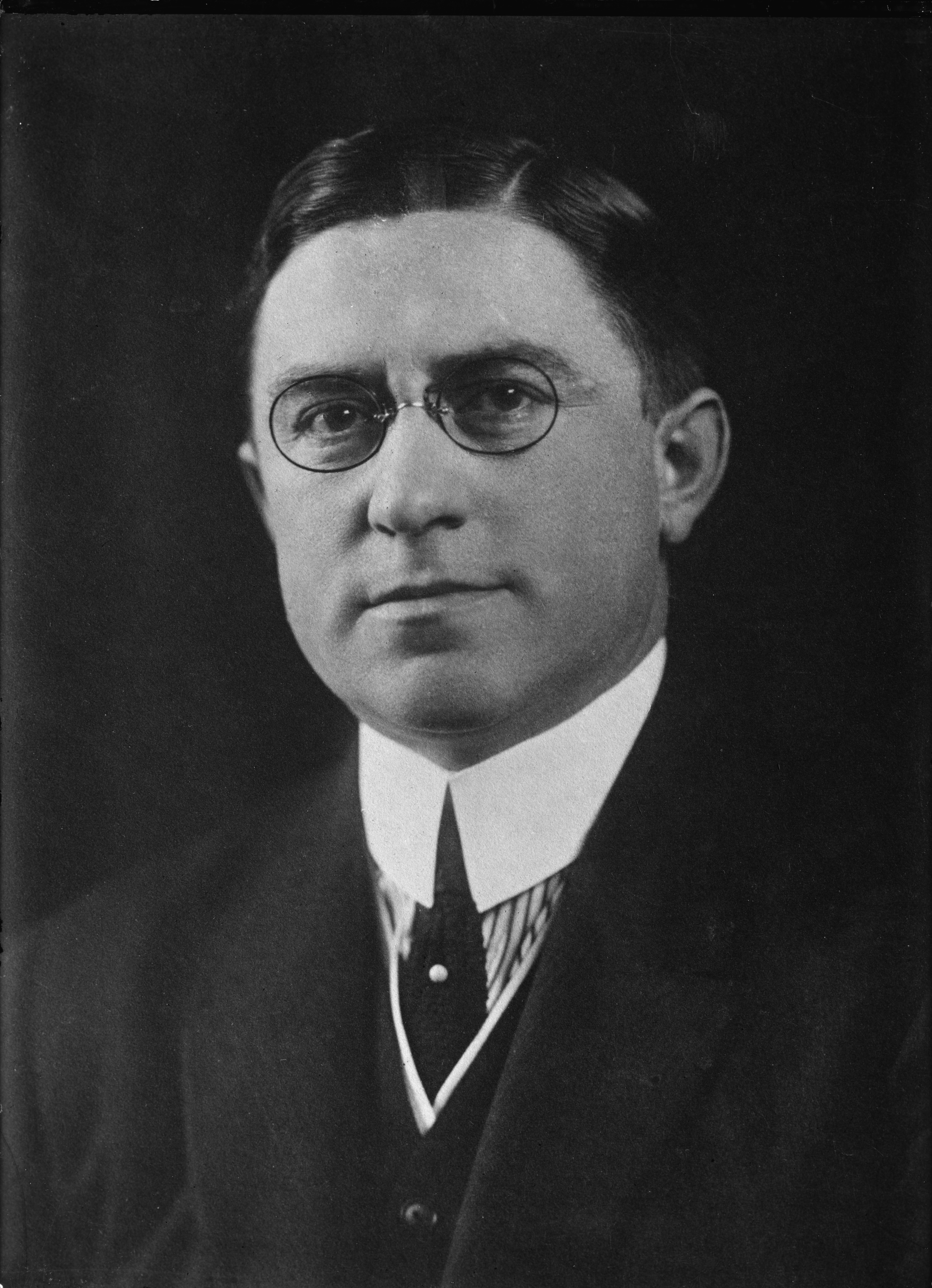
Louis Thomas McFadden

Louis Thomas McFadden (* 25. Juli 1876 in Troy, Bradford County, Pennsylvania; † 1. Oktober 1936 in New York City) war ein US-amerikanischer Politiker. Zwischen 1915 und 1935 vertrat er den Bundesstaat Pennsylvania im US-Repräsentantenhaus.

## Werdegang
Louis McFadden besuchte die öffentlichen Schulen seiner Heimat und das Warner’s Commercial College in Elmira (New York). Zwischen 1892 und 1925 arbeitete er in verschiedenen Positionen für die First National Bank in Canton; ab 1916 war er deren Präsident. In den Jahren 1906 und 1907 fungierte er als Schatzmeister der Pennsylvania Bankers’ Association. Zwischen 1914 und 1915 war er auch deren Präsident. 1914 wurde er Kurator des Pennsylvania State College. Politisch schloss er sich der Republikanischen Partei an.
Bei den Kongresswahlen des Jahres 1914 wurde McFadden im 14. Wahlbezirk von Pennsylvania in das US-Repräsentantenhaus in Washington, D.C. gewählt, wo er am 4. März 1915 die Nachfolge von William David Blakeslee Ainey antrat. Nach neun Wiederwahlen konnte er bis zum 3. Januar 1935 im Kongress verbleiben. Seit 1923 vertrat er dort als Nachfolger von Edgar Raymond Kiess den 15. Distrikt seines Staates. Zwischen 1919 und 1931 war er Vorsitzender des Bank- und Währungsausschusses. In seine Zeit als Abgeordneter fielen unter anderem der Erste Weltkrieg und die Weltwirtschaftskrise. Seit 1933 wurden die ersten New-Deal-Gesetze der Roosevelt-Regierung verabschiedet, denen McFadden und seine Partei eher ablehnend gegenüberstanden. 1935 wurden erstmals die Bestimmungen des 20. Verfassungszusatzes angewendet, wonach die Legislaturperiode des Kongresses jeweils am 3. Januar endet bzw. beginnt. Ebenfalls in McFaddens Amtszeit als Kongressabgeordneter wurden der 18., der 19., der bereits erwähnte 20. und der 21. Verfassungszusatz ratifiziert.
McFaddens politische Ansichten erregten in den Vereinigten Staaten erhebliches Aufsehen. Es wurde berichtet, dass er Anhänger des Nationalsozialismus und Adolf Hitlers sei. Im Jahr 1932 fiel er seiner Partei in den Rücken, indem er erfolglos ein Amtsenthebungsverfahren gegen den republikanischen US-Präsidenten Herbert Hoover anstrebte.
Ebenso übte er Kritik an dem Geldsystem, welches durch die private Federal Reserve seit 1913 in den USA die Kontrolle über die Geldschöpfung hat.
[...] Der Federal Reserve Vorstand, eine Vorstands-Regierung, hat die Regierung der Vereinigten Staaten und das Volk der Vereinigten Staaten um genug Geld betrogen, um die Staatsschulden bezahlen zu können. Die Plünderungen und die Ungerechtigkeiten des Federal Reserve Vorstands und die Aktivitäten der Federal Reserve Banken haben dieses Land gemeinsam genug Geld gekostet, um die Staatsschulden mehrfach bezahlen zu können. [...]
1934 wurde Louis McFadden nicht wiedergewählt; zwei Jahre später scheiterte er in den Vorwahlen seiner Partei. Er starb am 1. Oktober 1936 während eines Besuchs in New York.